# Marilyn White
Marilyn Elaine White, ameriška atletinja, * 17. oktober 1944, Los Angeles, ZDA.
Nastopila je na poletnih olimpijskih igrah leta 1964 ter osvojila srebrno medaljo v štafeti 4x100 m in četrto mesto v teku na 100 m. Na panameriških igrah je osvojila bronasto medaljo v teku na 100 m leta 1963. 21. oktobra 1964 je z ameriško štafeto postavila svetovni rekord v štafeti 4 x 100 m s časom 43,9 s, ki je veljal štiri leta.